# Fōtīs Katsikarīs
Fōtīs Katsikarīs (in greco Φώτης Κατσικάρης?; Korydallos, 16 maggio 1967) è un allenatore di pallacanestro ed ex cestista greco.

## Carriera
Ha guidato la Grecia ai Campionati mondiali del 2014 e ai Campionati europei del 2015.

## Palmarès

### Allenatore

#### Individuale
- ULEB Eurocup Coach of the Year: 1

Bilbao Berri: 2012-13